# Trädleoparder
Trädleoparder (Neofelis) är ett släkte av medelstora rovdjur i familjen kattdjur (Felidae), som omfattar de två arterna trädleopard (Neofelis nebulosa) och Neofelis diardi, som båda förekommer i skogar i östra Asien. 

## Taxonomi
På grund av dess likheter med de större kattdjuren, exempelvis lejon, tiger och leopard, placeras släktet i underfamiljen Pantherinae. Trots sitt svenska trivialnamn är den inte en "sorts" leopard.
Tidigare fördes alla trädleoparder till arten Neofelis nebulosa, men DNA-studier påvisar så pass stora skillnader att populationen av trädleoparder på Borneo, Sumatra och Java bedöms som den egna arten Neofelis diardi (som än så länge saknar ett officiellt svenskt namn).